# Ain Legdah
Ain Legdah  (in arabo عين لكداح‎?) è un centro abitato e comune rurale del Marocco situato nella provincia di Taounate, regione di Fès-Meknès. Conta una popolazione di 11 422 abitanti (censimento 2014).